# 八潮市立八條小学校
八潮市立八條小学校（やしおしりつ はちじょうしょうがっこう）は、埼玉県八潮市にある公立小学校。

## 概要
明治6年に開校した八條小学校を源流とする市内有数の歴史を誇る小学校である。

## 沿革
- 1873年（明治6年）7月 - 八條小学校、立野堀学校開校
- 1879年（明治12年）4月 - 鳴鶴学校開校
- 1886年（明治19年）4月 - 小学校令施行により、3校を統合し、伊草尋常小学校へ改称
- 1889年（明治22年）4月 - 八條尋常小学校へ改称
- 1892年（明治25年）8月 - 伊草尋常小学校へ改称
- 1909年（明治42年）11月 - 八條尋常小学校へ改称
- 1920年（大正9年）4月 - 八條尋常高等小学校へ改称
- 1941年（昭和16年）4月 - 国民学校令により、八條国民学校へ改称
- 1947年（昭和22年）4月 - 学制改革により、八條村立八條小学校へ改称
- 1956年（昭和31年）9月 - 3村合併により、八潮村立八條小学校へ改称
- 1962年（昭和37年）9月 - 八潮村立八潮第一小学校に改称
- 1964年（昭和39年）10月 - 町制施行により、八潮町立八潮第一小学校へ改称
- 1972年（昭和47年）1月 - 市制施行により、八潮市立八潮第一小学校へ改称
- 1975年（昭和50年）4月 - 八潮第七小学校（現八潮市立八條北小学校）分離
- 1994年（平成6年）4月 - 八潮市立八條小学校へ改称

## 主な進学先
- 八潮市立八條中学校
- 八潮市立八潮中学校

## 周辺施設
- 広瀬病院

## アクセス
- 首都圏新都市鉄道つくばエクスプレス 八潮駅下車